# 포메렐리아

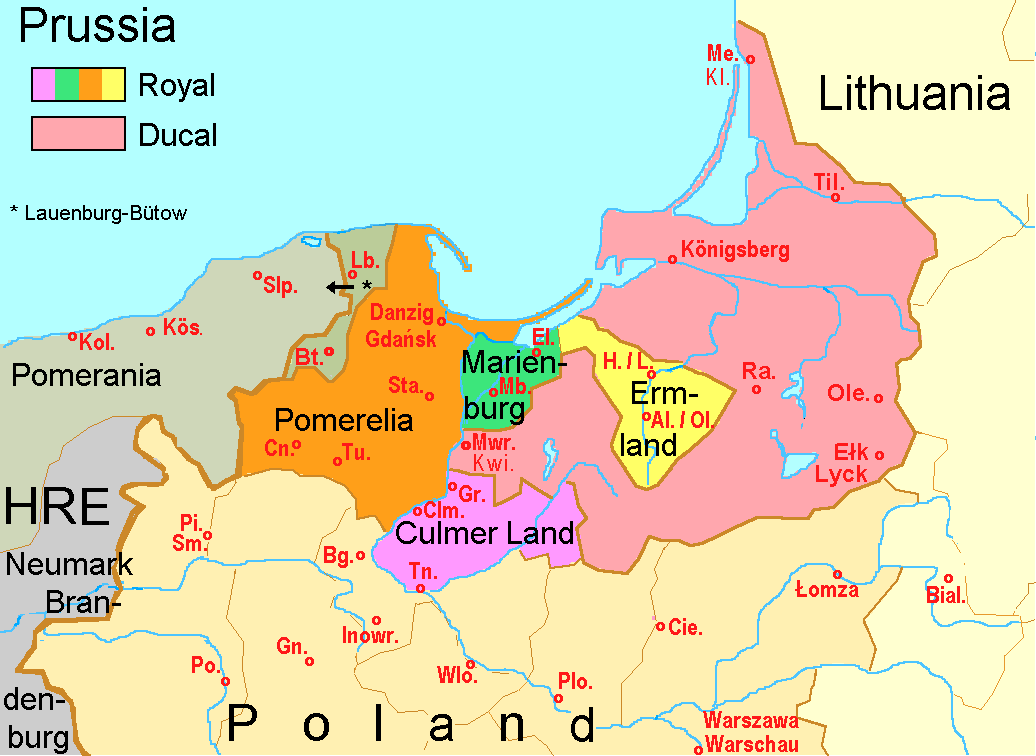
포메렐리아의 위치

포메렐리아(라틴어: Pomerelia, 독일어: Pommerellen 포메렐렌[*]) 또는 동포메라니아(東포메라니아, 폴란드어: Pomorze Wschodnie 포모제 프스호드니에[*])는 포메라니아 동부에 위치한 역사적 지역이다. 현재의 폴란드 북부에 위치하며 행정 구역상으로는 포모제주에 속한다.
발트해 남안과 접하며 비스와강 서쪽에 위치한다. 포메렐리아에서 가장 큰 도시는 그단스크이다. 역사적으로 폴란드 왕국, 폴란드-리투아니아 연방, 프로이센의 지배를 받았던 곳이다.